# Over There (film, 1917)
Pour les articles homonymes, voir Over There.
Pour plus de détails, voir Fiche technique et Distribution.
Over There est un film dramatique américain  réalisé en 1917 par James Kirkwood et mettant en vedette Charles Richman, Anna Q. Nilsson et Walter McGrail.Il s'agit d'une représentation du corps expéditionnaire américain pendant la Première Guerre mondiale et tire son nom de la chanson populaire Over There.

## Casting
- Charles Richman : Montgomery Jackson
- Anna Q. Nilsson : Bettie Adams
- Walter McGrail
- Gertrude Berkeley
- Walter Hiers
- Veta Searl
- James A. Furey